# 早川利光
早川 利光（はやかわ としみつ、1936年 - 2009年4月13日）は、福島県相馬市生まれの銭湯背景画絵師(いわゆるペンキ絵師)。
力強く豪快な波しぶきなどに、特徴がみられる。